# 海军杰出服役勋章
海军杰出服役勋章（英語：Navy Distinguished Sevice Medal）是一种授予美国海军和美国海军陆战队成员的勋章，创立于1919年。
该勋章相当于美国陆军的陆军杰出服役勋章和美国空军的空军杰出服役勋章。在初创时海军杰出服役勋章等级高于海军十字勋章，直到1943年8月才将两种勋章的等级改换了过来。
海军杰出服役勋章用于授予那些在服役期间，身处责任重大的岗位上且为美国政府作出了杰出贡献的美国海军或海军陆战队成员。这里的“责任重大”（great responsibility）指的是资深的军事岗位，通常此勋章只授予资深的海军将官或海军陆战队将官，而只有最高级的士官才有机会获此殊荣，如 美国海军总军士长。

## 历史
海军杰出服役勋章由美国国会于1919年2月4日批准设立（Public Law 253, 65th Congress），并定于1917年4月6日之后开始生效。勋章由保尔·曼西普设计（Paul Manship，1885-1966）。第一枚海军杰出服役勋章于1919年3月13日被追授给了美国海军陆战队的查尔斯·A·多延准将。首位获颁海军杰出服役勋章的士兵则是戴尔伯特·布莱克，他是首任美国海军总军士长（Master Chief Petty Officer of the Navy，MCPON）。

### 授予条件
总统可向在海军或海军陆战队中服役的任何在服役中做出了杰出贡献的成员颁发杰出服役勋章及附带的勋表，蔷薇花饰或其它附属装饰品。

 — 《美国法典》第十部，第6243条：杰出服役勋章：授予

## 外观
正 面：海军杰出服役勋章的设计秉承了陆军杰出服役勋章的基本设计，都是中央的白头海雕被蓝色珐琅圆环环绕的设计。勋章主体为圆形，直径5/4英寸，铜制。中 心是一只美国的国鸟白头海雕，两只爪子分别抓着橄榄和箭束。海雕由蓝色珐琅质圆环环绕，环中有“UNITED STATES OF AMERICA NAVY”字样，NAVY位于圆环底部中央。在蓝色环外的金色边缘上有海浪的图案。勋章的本体和绶带之间用一个白色的五星连接，星型中央有一个锚，在五星 之后则有金色的射线。
反面：主体是被月桂花环环绕着的三叉戟，三叉戟象征着海神波塞冬，古希腊神话里的七海之神，月桂花环则代表取得的成就。在其外围是一蓝色珐琅质圆环，环上刻有“ FOR DISTINGUISHED SERVICE”的字样。珐琅环外面的边缘上也有海浪的图案。
绶带：海军杰出服役勋章的绶带颜色是海军蓝色，中央有一条金色条带。这两种颜色是美国海军的颜色。
有一枚以上的海军杰出服役勋章时，在绶带或勋表上加缀直径5/16英寸的金星来表示。